# Nuno Pereira de Lacerda

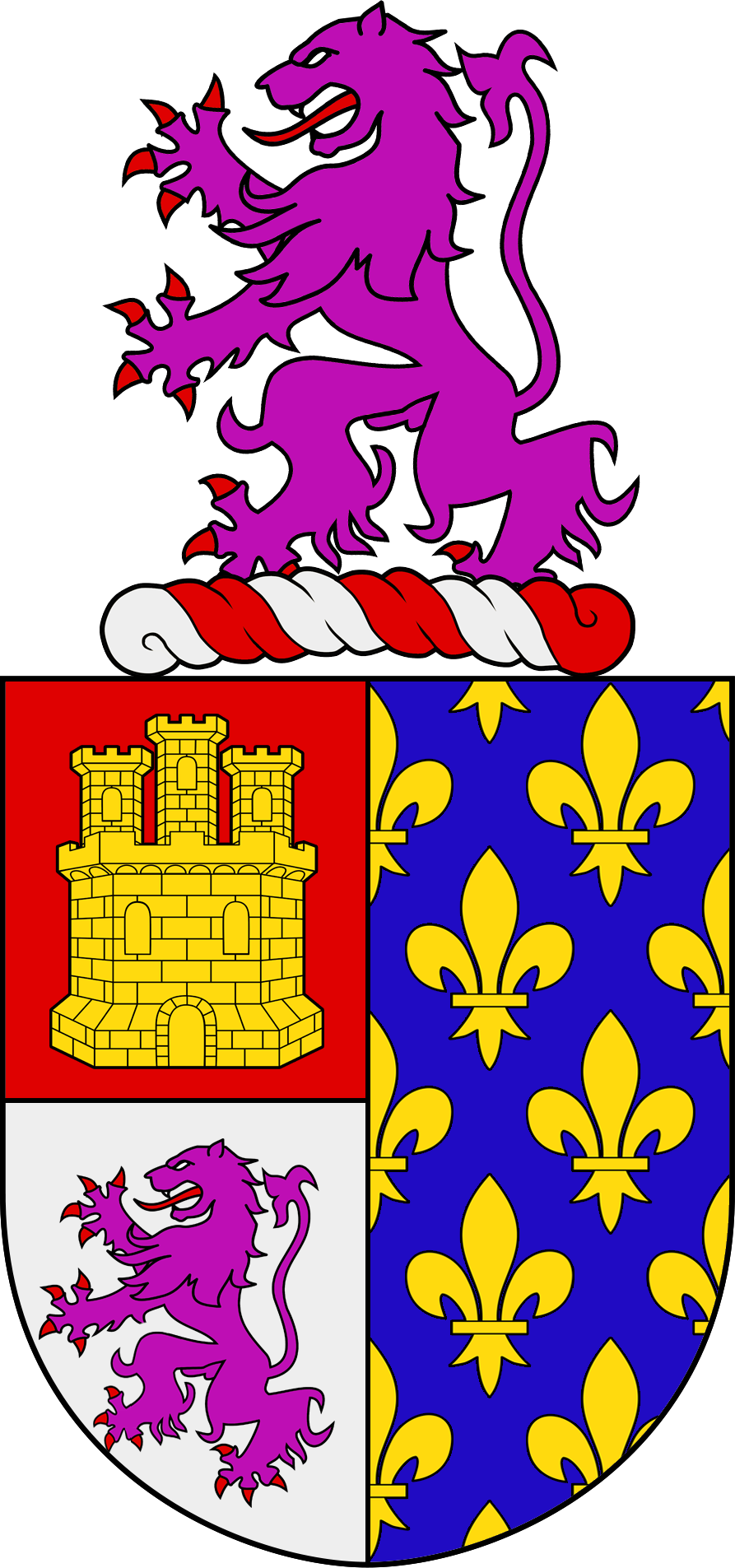
Brasão de armas

Nuno Pereira de Lacerda  (ca. 1425 — 10 de maio de 1509) foi alcaide-mor da Vidigueira e Vila Nova de Frades (30 de Setembro de 1483), foi fidalgo da Casa dos Duques de Bragança em 1464. Serviu em Alcácer Ceguer debaixo das ordens de D. Duarte de Menezes, que o armou cavaleiro.
Recebeu do rei D. João II, por doação de 16 de setembro de 1483, os direitos reais da localidade da Vidigueira e de Vila Nova de Frades, tendo em 30 de setembro do mesmo ano recebido também as respectivas alcaidarias-mores, tendo mais tarde vindo a receber também a alcaide-mor de Portel.
Em 1455 documenta-se apenas como Nuno Pereira, morador em Serpa, quando, com seu irmão Rui Dias de Serpa, foram perdoados a um ano do seu degredo, a que tinham sido condenados por umas mortes que tinham feito em Serpa, numa contenda com João de Mello.
Em 1480 vivia em Portel com sua mulher D. Guiomar, quando tiraram ordens de primeira tonsura em Évora os filhos de ambos Álvaro Pereira, Rui Dias, Garcia Pereira, Henrique Pereira, Duarte Pereira, Henrique Pereira e João.

## Relações familiares
Dizem as genealogias ter casado três vezes, a 1ª com D. Beatriz Henriques, a 2ª com D. Guiomar da Silva e a 3ª com D. Isabel de Gã, de quem se desconhece se teve descendência. É apenas certo que casou com D. Guiomar, com geração que seguiu o nome Pereira e depois Lacerda ou Pereira de Lacerda.
Do primeiro casamento dizem que teve uma filha: 
- D. Beatriz Pereira, que casou com Henrique de Melo.

Do segundo casamento é certo que teve 13 filhos, todos documentados nas partilhas dos bens de seus pais:
- Reimão Pereira de Lacerda
- Álvaro Pereira, que em 1480 vivia em Portel quando tirou em Évora ordens de prima tonsura. Já tinha casado em 1485 e falecido em 1509, deixando viúva sua nulher D. Isabel e filhos menores.
- D. Joana Pereira, que casou com Álvaro Pires Pinheiro Lobo, alcaide-mor de Barcelos e senhor da casa destes nesta vila, etc.
- Diogo Nunes Pereira, casado com D. Filipa desde pelo menos 1485, continuando casado em 1509.
- D. Isabel Pereira, falecida antes de 1509, casada sem geração com João de Faria, alcaide-mor de Portel.
- Rui Dias Pereira, que em 1480 vivia em Portel quando tirou em Évora ordens de prima tonsura. Foi capitão-mor da armada de Moçambique e alferes-mor de D. Manuel I.
- Garcia Pereira, que m 1480 vivia em Portel quando tirou em Évora ordens de prima tonsura.
- D. Maria Pereira, casada com Martim Quaresma, com geração.
- Henrique Pereira, quem 1480 vivia em Portel quando tirou em Évora ordens de prima tonsura.
- D. Catarina, falecida antes de 1509.
- D. Margarida, freira no mosteiro de Nª Sª da Conceição de Beja.
- Duarte Pereira, quem 1480 vivia em Portel quando tirou em Évora ordens de prima tonsura.
- João Rodrigues Pereira, que em 1480 vivia em Portel quando tirou em Évora ordens de prima tonsura.